# Faculdade de Educação da Universidade Federal do Ceará
A Faculdade de Educação da Universidade Federal do Ceará (FACED) é uma unidade acadêmica da Universidade Federal do Ceará, localizada no Campus do Benfica, em Fortaleza. A Faculdade de Educação foi criada em 16 de dezembro de 1968, iniciando suas atividades em 1969.
No nível de graduação, a FACED é responsável pelos cursos de graduação em Pedagogia (diurno e noturno) e pela oferta de disciplinas pedagógicas obrigatórias para os cursos de licenciatura de toda a UFC. A Faculdade também é responsável pelo Programa de Pós-Graduação em Educação Brasileira (PPGEB), além de pesquisas e projetos de extensão universitária.

## História
O curso de Pedagogia da UFC surgiu como parte da antiga Faculdade de Filosofia, Ciências e Letras (FFCL), criada pela Lei Nº 3.866, de 25 de Janeiro de 1961. O curso começou a funcionar no primeiro semestre de 1963, tendo sua aula inaugural ministrada pela professora Zélia Sá Viana Camurça. Sua primeira turma ingressou no primeiro semestre de 1963, formando-se em 1966.
Iniciada a Reforma Universitária, determinada pelo Decreto-Lei 53/1966, o Departamento de Educação desligou-se da Faculdade de Filosofia, Ciências e Letras, que viria a se tornar o Centro de Humanidades, para formar a Faculdade de Educação em 16 de dezembro de 1968. A princípio, a Faculdade funcionava com um departamento, Teoria e Fundamentos, e depois com dois departamentos, Teoria e Fundamentos e Método e Técnicas. O primeiro diretor da FACED foi o professor Antônio Gomes Pereira. Concluída a Reforma, em 1973, a Faculdade de Educação foi extinta e transformada novamente em Departamento de Educação, agora vinculada ao Centro de Estudos Sociais Aplicados (CESA). Em 1976, foi criado o Mestrado Acadêmico em Educação. 
Em 1984, ocorre a extinção do CESA. Surge novamente a Faculdade de Educação, dirigida pelo professor Antônio Carlos de Almeida Machado e constituída por seus três departamentos atuais.

## Estrutura

### Departamentos
- Estudos Especializados
- Fundamentos da Educação
- Teoria e Prática de Ensino

### Laboratórios
- Laboratório de Informática do Projeto de Acessibilidade
- Laboratório de Pesquisa, Avaliação e Medida - LABPAM
- Laboratório de Pesquisa Multimeios
- Laboratório de Educação Matemática - LEDUM